# 大米特韋達河
50°32′46″N 12°47′39″E / 50.5460°N 12.7943°E
大米特韋達河（德語：Große Mittweida）是德國薩克森州的河流，位於該國東部，屬於施瓦茨瓦瑟河的右支流，河道全長22公里，發源自菲希特爾山北坡，河口處在施瓦岑貝格。